# Arquebisbat de Ljubljana

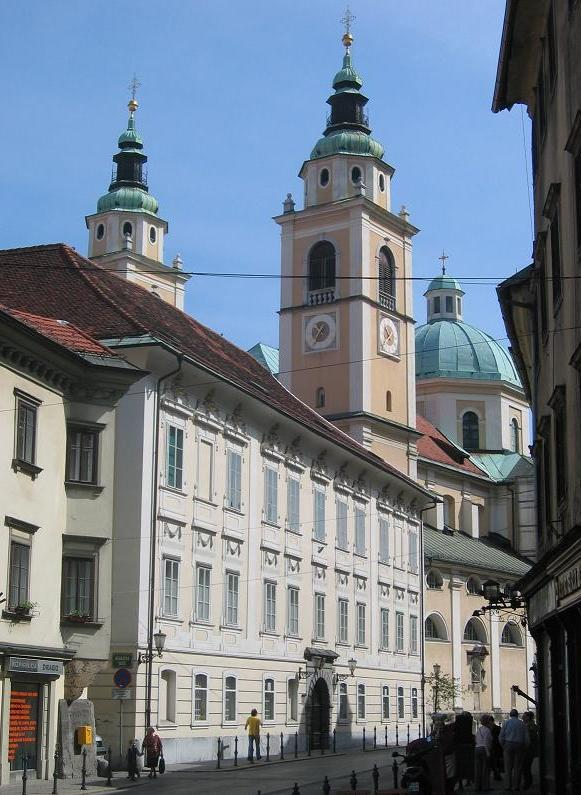
El palau episcopal de Ljubljana

L'arquebisbat de Ljubljana (eslovè:  Nadškofija Ljubljana; llatí: Archidioecesis Labacensis) és una seu metropolitana de l'Església catòlica a Eslovènia. Al 2016 tenia 553.661 batejats d'un total de 791.351 habitants. Actualment està regida per l'arquebisbe Stanislav Zore, O.F.M.

## Territori
L'arxidiòcesi es troba a la part central d'Eslovènia.,La seu arxiepiscopal és la ciutat de Ljubljana, on es troba la catedral de Sant Nicolau. El territori s'estén sobre 5.608km² i està dividit en 234 parròquies.
La província eclesiàstica de Ljubljana, instituïda el 1968, comprèn le següents sufragànies:
- bisbat de Koper
- bisbat de Novo mesto

## Història
La diòcesi de Ljubljana va ser erigida el 6 de desembre de 1461. Originàriament era sufragània del patriarcat d'Aquileia, però la subordinació del bisbe de Ljubljana al metropolità aquileìès, prevista a la butlla de fundació de l'emperador Frederic III mai no va ser respectada. Els bisbes de Ljubljana mai no van ser confirmats pel patriarca d'Aquileia, sinó pel Papa. El papa Pius II confirmà l'erecció de la diòcesi el 9 de setembre de 1462.
El 8 de març de 1788 va ser elevada al rang d'arxidiòcesi metropolitana mitjançant la butlla In universa gregis del papa Pius VI, però el 19 d'agost de 1807 va ser declarada diòcesi immediatament subjecta a la Santa Seu per la butlla Quaedam tenebrosa del papa Pius VII.
El 27 de juliol de 1830, per mitjà de la butlla Insuper eminenti del papa Pius VIII esdevé sufragània de l'arquebisbat de Gorizia.
El 20 de febrer de 1932, després de la publicació de la butlla Quo Christi fideles del papa Pius XI, cedí la parròquia de Fusine in Valromana a l'arquebisbat d'Udine, els decanats d'Ídria i Vipacco i a l'arquebisbat de Gorizia i el decanat de Postumia al bisbat de Trieste.
El 13 de desembre de 1961, mitjançant la carta apostòlica Clarissimae tamquam, el papa Joan XXIII proclamà els sants Ciril i Metodi patrons principals de la diòcesi, i sants  Hermàgores i Fortunat  patrons secundaris.
El 22 de desembre de 1961 va ser elevada novament al rang d'arxidiòcesi per mitjà de la butlla Quandoquidem del papa Joan XXIII.
El 22 de novembre de 1968 l'arxidiòcesi tornà a ser seu metropolitana per efecte de la butlla Quisquis cum animo del papa Pau VI.
El 7 d'abril de 2006 cedí una porció del seu territori a benefici de l'erecció del bisbat de Novo mesto.
En la mateixa data, la diòcesi de Maribor, que ser sufragània de Ljubljana, va ser elevada a arxidiòcesi metropolitana.

## Cronologia episcopal
- Sigmund von Lamberg † (setembre de 1462 - 8 de juny de 1488 mort)
- Christophorus Rauber † (1494 - 26 d'octubre de 1536 mort)
- Franz Kazianer † (1536 - 1543 mort)
- Urban Textor † (1543 - 1558 mort)
- Peter von Seebach † (1558 - 1568 mort)
  - Sede vacante (1568-1571)
- Konrad Adam Glušič † (1571 - 1578 mort)
- Baltazar Radlič † (1579 - 15 de maig de 1580 mort)
- Janez Tavčar † (20 de maig de 1580 - 24 d'agost de 1597 mort)
- Thomas Chrön (Tomaž Hren) † (18 d'octubre de 1597 - 10 de febrer de 1630 mort)
- Rinaldo Scarlicchio † (1630 - 7 de desembre de 1640 mort)
- Otto Friedrich von Puchheim † (15 d'abril de 1641 - 3 d'abril de 1664 mort)
- Giuseppe Antonio Rabatta † (25 de juny de 1664 - 28 de febrer de 1683 mort)
- Sigismund Christoph von Herberstein † (21 d'abril de 1683 - 18 de juliol de 1701 renuncià)
- Franz Ferdinand von Kuenburg † (18 de juliol de 1701 - 10 d'abril de 1711 nomenat arquebisbe de Praga)
- Franz Karl von Kaunitz-Rietberg † (12 d'abril de 1711 - 25 de setembre de 1717 mort)
- Wilhelm von Leslie † (5 de gener de 1718 - 4 d'abril de 1727 mort)
- Sigismund Felix von Schrattenbach † (14 de juliol de 1727 - 12 de juny de 1742 mort)
- Ernst Amadeus Thomas von Attems † (6 d'octubre de 1742 - 5 de desembre de 1757 mort)
- Leopold Josef Hannibal Petazzi de Castel Nuovo † (22 de setembre de 1760 - 22 de novembre de 1772 mort)
- Karl Johann von Herberstein † (28 de novembre de 1772 - 7 d'octubre de 1787 mort)
- Michael Léopold Brigido † (7 d'abril de 1788 - 23 de març de 1807 nomenat bisbe de Spiš)
- Anton Kautschitz † (15 de juliol de 1807 - 17 de març de 1814 mort)
- Augustin Johann Joseph Gruber † (26 de juny de 1815 - 16 de febrer de 1823 nomenat arquebisbe de Salzburg)
- Anton Alois Wolf † (27 de febrer de 1824 - 7 de febrer de 1859 mort)
- Bartholomäus Widmer (Jernej Vidmar) † (23 de març de 1860 -30 de setembre de 1872 renuncià)
- Johann Chrysostomos Pogacar (Janez Zlatoust Pogačar) † (10 d'agost de 1875 - 25 de gener de 1884 mort)
- Jakob Missia † (10 de novembre de 1884 - 24 de març de 1898 nomenat arquebisbe de Gorizia i Gradisca)
- Anton Bonaventura Jeglič † (24 de març de 1898 - 17 de maig de 1930 renuncià)
- Gregorij Rožman † (17 de maig de 1930 - 16 de novembre de 1959 mort)
- Anton Vovk † (26 de novembre de 1959 - 6 de juliol de 1963 mort)
- Jože Pogačnik † (2 de març de 1964 - 23 de febrer de 1980 jubilat)
- Alojzij Šuštar † (23 de febrer de 1980 - 5 de març de 1997 jubilat)
- Franc Rodé, C.M. (5 de març de 1997 - 11 de febrer de 2004 nomenat prefecte de la Congregació per als Instituts de Vida Consagrada i Societats de Vida Apostòlica)
- Alojzij Uran (25 d'octubre de 2004 - 28 de novembre de 2009 renuncià)
- Anton Stres, C.M. (28 de novembre de 2009 - 31 de juliol de 2013 renuncià)
  - Andrej Glavan (31 de juliol de 2013 - 4 d'octubre de 2014) (administrador apostòlic)
- Stanislav Zore, O.F.M., dal 4 d'octubre de 2014

## Estadístiques
A finals del 2016, l'arxidiòcesi tenia 553.661 batejats sobre una població de 791.351 persones, equivalent al 70,0% del total.
| any  | població | població | població | sacerdots | sacerdots       | sacerdots       | sacerdots             | diàques | religiosos | religiosos | parroquies |
| ---- | -------- | -------- | -------- | --------- | --------------- | --------------- | --------------------- | ------- | ---------- | ---------- | ---------- |
| any  | batejats | total    | %        | total     | clergat secular | clergat regular | batejats por sacerdot | diàques | homes      | dones      |            |
| 1950 | 520.000  | 521.571  | 99,7     | 790       | 614             | 176             | 658                   |         | 326        | 1.310      | 285        |
| 1970 | 650.584  | 697.000  | 93,3     | 450       | 315             | 135             | 1.445                 | 1       | 293        | 723        | 290        |
| 1980 | 700.000  | 808.000  | 86,6     | 522       | 363             | 159             | 1.340                 |         | 271        | 720        | 288        |
| 1990 | 718.966  | 884.172  | 81,3     | 528       | 359             | 169             | 1.361                 | 6       | 266        | 610        | 300        |
| 1999 | 703.450  | 883.175  | 79,7     | 541       | 365             | 176             | 1.300                 | 5       | 251        | 553        | 305        |
| 2000 | 707.417  | 885.628  | 79,9     | 559       | 384             | 175             | 1.265                 | 5       | 248        | 557        | 306        |
| 2001 | 710.877  | 892.686  | 79,6     | 551       | 378             | 173             | 1.290                 | 6       | 232        | 566        | 306        |
| 2002 | 733.394  | 905.829  | 81,0     | 562       | 388             | 174             | 1.304                 | 5       | 231        | 582        | 306        |
| 2003 | 715.084  | 906.430  | 78,9     | 563       | 388             | 175             | 1.270                 | 4       | 231        | 540        | 306        |
| 2004 | 715.000  | 914.684  | 78,2     | 576       | 398             | 178             | 1.241                 | 4       | 234        | 525        | 306        |
| 2012 | 561.600  | 772.106  | 72,7     | 431       | 288             | 143             | 1.303                 | 21      | 179        | 380        | 234        |
| 2013 | 554.417  | 776.336  | 71,4     | 428       | 288             | 140             | 1.295                 | 21      | 189        | 357        | 234        |
| 2016 | 553.661  | 791.351  | 70,0     | 418       | 280             | 138             | 1.324                 | 20      | 176        | 315        | 234        |